# Cujmiru Mic
Cujmiru Mic – wieś w Rumunii, w okręgu Mehedinți, w gminie Cujmir. W 2011 roku liczyła 469 mieszkańców.